# Massacro di Everett
Il Massacro di Everett è stato un episodio avvenuto nella cittadina di Everett, nello stato di Washington il 5 novembre 1916, nel massacro furono coinvolti lavoratori e membri dell'Industrial Workers of the World. Il massacro avvenne nel corso di una manifestazione in favore dello sciopero dei lavoratori della Shingle Mill di Everett.

## Storia
I lavoratori della Shingle Mill, grande azienda che si occupava del taglio della legna e della sua commercializzazione, erano da tempo in sciopero perché i proprietari della fabbrica si erano rifiutati di concedere un aumento dei salari nonostante i profitti dell’azienda fossero in crescita. I membri dell’Industrial Workers of the World videro nello sciopero un’opportunità per organizzare e prestare appoggio ai lavoratori in lotta. Furono ad Everett per parlare in favore degli scioperanti e contro i proprietari delle fabbriche e del sistema economico che rappresentano.
Il 30 ottobre 1916 nella stazione ferroviaria di Beverly Park si verificarono gravi scontri con i lavoratori. I Wobblies organizzarono un nuovo ritorno a Everett per domenica 5 novembre. Il barcone che portava i lavoratori e i sindacalisti, il piroscafo Verona, venne accolto al porto dallo sceriffo Donald MacRae che chiese immediatamente loro: "Chi sono i vostri capi ?". L’intero carico di Wobblies gridò: "Noi tutti!". Immediatamente dopo, qualcuno (mai identificato) iniziò a sparare e cinque lavoratori della nave presto giacquero a terra morti o morenti. Probabilmente un’altra dozzina furono uccisi in acqua dopo che il piroscafo si rovesciò. Anche due deputati, Jefferson Beard e Charles Curtiss, furono assassinati con degli spari alla schiena.